# Filosofische zombie
Een filosofische zombie is een hypothetisch wezen dat niet te onderscheiden is van een mens, behalve dat zijn bewustzijnservaring, qualia of gevoelsvermogen ontbreekt.
Het gaat met name om de vraag hoe men een echt bewustzijn kan onderscheiden van een filosofische zombie met een simulerend bewustzijn. Bijvoorbeeld wanneer een filosofische zombie wordt gestoken met een scherp voorwerp voelt hij geen pijn, toch kan de filosofische zombie zich dusdanig gedragen alsof hij wel echt pijn heeft. Door bijvoorbeeld 'au' te roepen, terug te deinzen of aan te geven dat het zeer doet.
Het is een begrip in de filosofie van de geest en de filosofie van perceptie en gebaseerd op een gedachte-experiment van Todd Moody en ook op een verdere ontwikkeling van David Chalmers. Het concept van de filosofische zombie wordt voornamelijk gebruikt in gedachte-experimenten, als argument tegen vormen van fysicalisme, zoals materialisme, behaviorisme en functionalisme. Fysicalisme is het idee dat alle aspecten van de menselijke natuur verklaard kunnen worden als een fysiek proces vanuit een neurobiologisch oogpunt. Sommige filosofen zoals David Chalmers argumenteren dat een filosofische zombie fysiologisch niet te onderscheiden is van een mens; zelfs de logische mogelijkheid zou een goede weerlegging van het fysicalisme kunnen zijn. Fysicalisten zoals Daniel Dennett stellen daartegenover dat Chalmers' fysiologische zombies logisch inconsistent zijn en daarom onmogelijk.